# Bouddhisme ancien
L'expression « bouddhisme ancien » se rapporte
- soit au bouddhisme pré-sectaire, qui désigne les enseignements ainsi que l'organisation et les structures monastiques fondées par Siddhartha Gautama,
- soit aux « dix-huit écoles anciennes », qui sont apparues par divisions successives du bouddhisme pré-sectaire.

La période du bouddhisme pré-sectaire a duré environ 150 ans après la mort du Bouddha Gautama. Les diverses divisions à l'intérieur de l'organisation monastique sont survenues avec l'introduction et l'accentuation par certaines écoles de la littérature abhidhammique, dont le bouddhisme pré-sectaire était quasiment dépourvu. Cette littérature était spécifique aux diverses écoles, si bien que les discussions et disputes entre écoles étaient souvent fondées sur ces écrits abhidhammiques. Cependant, certaines écoles avaient fait le choix de ne pas développer d'Abhidhamma, et il semble que les divisions de l'ordre monastique elles-mêmes aient été en fait fondées sur des désaccords concernant le vinaya (discipline monastique), bien que plus tard, vers 100 ap. J.-C., elles aient pu être fondées sur des différends doctrinaux.
Plusieurs centaines d'années après l'avènement du bouddhisme Mahayana (au cours du Ve siècle), les écoles bouddhistes anciennes sont entrées dans une période de déclin en Inde. Cependant, le pèlerin chinois Xuanzang rapporte au VIIe siècle que les bouddhistes autres que Mahayana formaient toujours une majorité substantielle des bouddhistes en Inde à cette époque et il est probable que cela ait été le cas jusqu'à la fin du bouddhisme en Inde.

## Frise chronologique
| Frise : Développement et propagation des écoles bouddhistes (env. 450 av. J.-C. – env. 1300 ap. J.-C.) |                                   |                           |                           |                                     |                                     |                                     |                                     |                                     |                     |                     |                     |
| |                                   |                           |                           |                                     |                                     |                                     |                                     |                                     |                     |                     |                     |
| | 450 BCE                           | 450 BCE                   | 250 av. J.-C.             | 100 ap. J.-C.                       | 100 ap. J.-C.                       | 500 ap. J.-C.                       | 500 ap. J.-C.                       | 700 ap. J.-C.                       | 800 ap. J.-C.       | 800 ap. J.-C.       | 1200 ap. J.-C.      |
| |                                   |                           |                           |                                     |                                     |                                     |                                     |                                     |                     |                     |                     |
| Inde                                                                                                   | Sangha Ancien                     |                           |                           |                                     |                                     |                                     |                                     |                                     |                     |                     |                     |
| Inde                                                                                                   | Sangha Ancien                     | Dix-huit écoles anciennes | Dix-huit écoles anciennes | Dix-huit écoles anciennes           | Dix-huit écoles anciennes           | Mahayana                            | Mahayana                            | Vajrayana                           | Vajrayana           | Vajrayana           |                     |
| Inde                                                                                                   | Sangha Ancien                     | Dix-huit écoles anciennes | Dix-huit écoles anciennes | Dix-huit écoles anciennes           | Dix-huit écoles anciennes           |                                     |                                     |                                     |                     |                     |                     |
| Inde                                                                                                   | Sangha Ancien                     |                           |                           |                                     |                                     |                                     |                                     |                                     |                     |                     |                     |
| Inde                                                                                                   | Sangha Ancien                     |                           |                           |                                     |                                     |                                     |                                     |                                     |                     |                     |                     |
| |                                   |                           |                           |                                     |                                     |                                     |                                     |                                     |                     |                     |                     |
| Sri Lanka & Asie du Sud-Est (en)                                                                       |                                   |                           | Bouddhisme theravāda      | Bouddhisme theravāda                |                                     |                                     |                                     |                                     |                     |                     |                     |
| Sri Lanka & Asie du Sud-Est (en)                                                                       |                                   |                           |                           |                                     |                                     |                                     |                                     |                                     |                     |                     |                     |
| Sri Lanka & Asie du Sud-Est (en)                                                                       |                                   |                           |                           |                                     |                                     |                                     |                                     |                                     |                     |                     |                     |
| |                                   |                           |                           |                                     |                                     |                                     |                                     |                                     |                     |                     |                     |
| Asie centrale (en)                                                                                     |                                   |                           | Greco-Bouddhisme          | Greco-Bouddhisme                    | Greco-Bouddhisme                    | Greco-Bouddhisme                    |                                     | Bouddhisme Tibétain                 | Bouddhisme Tibétain | Bouddhisme Tibétain | Bouddhisme Tibétain |
| Asie centrale (en)                                                                                     |                                   |                           |                           |                                     |                                     |                                     |                                     | Bouddhisme Tibétain                 | Bouddhisme Tibétain | Bouddhisme Tibétain | Bouddhisme Tibétain |
| Asie centrale (en)                                                                                     | Bouddhisme de la Route de la Soie |                           |                           |                                     |                                     |                                     |                                     | Bouddhisme Tibétain                 | Bouddhisme Tibétain | Bouddhisme Tibétain | Bouddhisme Tibétain |
| |                                   |                           |                           |                                     |                                     |                                     |                                     |                                     |                     |                     |                     |
| Asie de l'Est (en)                                                                                     |                                   |                           |                           | Chán, Tiantai, Terre pure, Nichiren | Chán, Tiantai, Terre pure, Nichiren | Chán, Tiantai, Terre pure, Nichiren | Chán, Tiantai, Terre pure, Nichiren | Chán, Tiantai, Terre pure, Nichiren | Shingon             | Shingon             | Shingon             |
| Asie de l'Est (en)                                                                                     |                                   |                           |                           | Chán, Tiantai, Terre pure, Nichiren | Chán, Tiantai, Terre pure, Nichiren | Chán, Tiantai, Terre pure, Nichiren | Chán, Tiantai, Terre pure, Nichiren | Chán, Tiantai, Terre pure, Nichiren |                     |                     |                     |
| |                                   |                           |                           |                                     |                                     |                                     |                                     |                                     |                     |                     |                     |
| | 450 av. J.-C.                     | 450 av. J.-C.             | 250 av. J.-C.             | 100 ap. J.-C.                       | 100 ap. J.-C.                       | 500 ap. J.-C.                       | 500 ap. J.-C.                       | 700 ap. J.-C.                       | 800 ap. J.-C.       | 800 ap. J.-C.       | 1200 ap. J.-C.      |
| \| \| Légende : \| \| = Theravada \| \| = Mahayana \| \| = Vajrayana \|                                |                                   |                           |                           |                                     |                                     |                                     |                                     |                                     |                     |                     |                     |
| | Légende :                         |                           | = Theravada               |                                     | = Mahayana                          |                                     | = Vajrayana                         |                                     |                     |                     |                     |

## Erreurs courantes dans la recherche sur le bouddhisme ancien
Bhikkhu Sujato (en) souligne les erreurs qui affaiblissent généralement la qualité des travaux des chercheurs modernes sur le bouddhisme ancien : « Je me trouve dans l'impossibilité d’accepter nombre de découvertes des [chercheurs] modernes, tout comme d'accepter les traditions des écoles. Il me semble que, même si les travaux modernes ont beaucoup apporté, ils restent prisonniers des problèmes dans lesquels les études bouddhiques, d’une manière générale, sont empêtrées : acceptation sans critique de preuves textuelles qui vont pourtant à l’encontre des découvertes archéologiques ; a priori positif envers les traditions du sud ou celles du nord ; confiance exagérée dans des lectures biaisées ou incorrectes de sources secondaires et de traductions ; conceptions simplistes et irréalistes de la vie religieuse en général et plus particulièrement de la vie monacale ; compréhension insuffisante du Vinaya ; transposition à des époques plus anciennes de situations plus récentes ; et peut-être le plus important de tous : un manque de jugement envers le mythe, qui a pour conséquence que l'information 'historique' est coupée du contexte mythique qui lui a donné son sens. »